# Левадное (Гуляйпольский район)
Левадное, ранее Октоберфельд (укр. Левадне) — село в Малиновской сельской общине Пологовского района Запорожской области Украины.

## Общие сведения
Население по переписи 2001 года составляло 1 человек. 100% населения указало украинский язык родным языком. Почтовый индекс — 70241. Телефонный код — 06145.

## Географическое положение
Село Левадное находится в 2,5 км от реки Солёная,
на расстоянии в 5 км от села Приютное.

## История
12 июня 2020 года, в соответствии с Распоряжением Кабинета Министров Украины от № 713-р «Об определении административных центров и утверждении территорий территориальных общин Запорожской области», вошло в состав Малиновской сельской общины. 17 июля 2020, в результате административно-территориальной реформы и ликвидации Гуляйпольского района, село вошло в состав Пологовского района. 
23 апреля 2022 года село было захвачено российскими войсками.12 июня 2023 года было освобождено от российских войск.
12 октября 2024 года село было вновь занято армией РФ.